# Canthidium variolosum
Canthidium variolosum là một loài bọ cánh cứng trong họ Bọ hung (Scarabaeidae).